# Austregésilo Ribeiro de Mendonça
Austregésilo Ribeiro de Mendonça foi político brasileiro, deputado federal, médico, professor universitário e empresário. Nascido em São José de Ubá, Rio de Janeiro, em 1908, formou-se em medicina na Faculdade Nacional de Medicina, no Rio de Janeiro, então capital do País. Nesta mesma escola lecionou como professor assistente de Clínica Psiquiátrica, tendo se tornado livre-docente, em 1937, com a defesa da tese ''"A Cura de Sakel e suas implicações clínicas".
Em 1939, após mudar-se para Belo Horizonte, foi aprovado em concurso público para livre-docente na Faculdade de Medicina de Minas Gerais (atualmente pertencente à Universidade Federal de Minas gerais), com a tese "Novos aspectos na terapêutica da esquizofrenia". 
Assumiu o cargo de Chefe do Departamento de Assistência Neuropsiquiátrica na Secretaria de Saúde do Estado de Minas Gerais em 1940. No mesmo ano fundou o Instituto Psico-Pedagógico, voltado ao tratamento psiquiátrico de crianças e adolescentes, que até então eram internados juntamente com pacientes adultos no Instituto Raul Soares. 
Ainda em 1940, juntamente com o Professor Lucas Machado e outros nove professores, foi um dos co-fundadores da Faculdade de Ciências Médicas de Minas Gerais, onde foi professor Catedrático de Psiquiatria.
Exerceu o cargo de Secretário de Saúde do Estado de Minas Gerais, sendo responsável pelo início da construção, em 1958, do Hospital Galba Velloso para pacientes do sexo feminino. Foi também Deputado Federal em duas legislaturas: 1963-1967 (PTB) e 1967-1971 (PTB/Arena), tendo sido membro titular da Comissão de Saúde da Câmara dos Deputados.
Em 1947, fundou a Casa de Saúde Santa Maria, da qual foi sócio-diretor até o final da década de oitenta, quando se afastou da função por motivos de saúde. Atualmente denominada Santa Maria - Centro de Atenção em Psiquiatria e dirigida por seus filhos Austregésilo Ribeiro de Mendonça Jr. e Solange Maria de Mendonça Campos (ambos também ex-Professores de Psiquiatria da Faculdade de Ciências Médicas), a instituição é referência em psiquiatria no Estado de Minas Gerais e abriga o Centro de Estudos Austregésilo de Mendonça.
Foi membro, dentre outras entidades, da Academia Mineira de Medicina; da Associação Médica de Minas Gerais; da Associação dos Hospitais de Minas Gerais; da Associação Psiquiátrica do Rio de Janeiro e da Associação Brasileira de Psiquiatria.
Faleceu em 1999, tendo deixado, além dos dois filhos anteriormente citados, a filha Lúcia Maria de Mendonça Badaró e a viúva Maria Ildefonso de Mendonça (falecida em 2008).
Fontes
1 - Câmara dos Deputados: http://www2.camara.gov.br/deputados/pesquisa/layouts_deputados_biografia?pk=122411
2 - MENDONÇA, José Lorenzato de; COELHO, Ronaldo Simções; GUSMÃO, Sebastião. História da Psiquiatria na Faculdade de Medicina da Universidade Federal de Minas Gerais (1911-1961). http://sbhm.webnode.com.br/news/historia-da-psiquiatria-na-faculdade-de-medicina-da-universidade-federal-de-minas-gerais-1911-1961-/